# Уютне (Євпаторійський район)
Ую́тне (до 1945 року — Ота́р-Мойна́к; крим. Otar Moynaq) — село Євпаторійського району Автономної Республіки Крим.
В селі будується мечеть Отар-Мойнак.

## Історія
В одному із курганів, розташованих навколо Уютного, розкопано поховання доби бронзи.